# União Protetora da Natureza

Folheto da União contra a matança de passarinhos.

A União Protetora da Natureza, às vezes chamada União de Proteção à Natureza, é considerada a primeira associação ambientalista do Brasil.
Foi fundada por Henrique Luís Roessler em 1ª de janeiro de 1955 em São Leopoldo, no estado do Rio Grande do Sul. Roessler era um funcionário da Delegacia Estadual dos Portos, e por conta própria fazia nos fins de semana a fiscalização da caça e da pesca na região do vale do rio dos Sinos, conseguindo em 1944 um credenciamento do Ministério da Agricultura para atuar em caráter oficial como Delegado Florestal Regional, uma atribuição sem remuneração. Ele reuniu um grupo de funcionários, jornalistas e outros interessados, e começou a distribuir panfletos ilustrados que buscavam sensibilizar a população contra a caça predatória, a pesca com dinamite, o desmatamento, a degradação das margens dos rios e temas correlatos.
No entanto, Roessler perdeu o credenciamento em 1954 em virtude do Estatuto do Servidor Público proibir que funcionários do Estado exercessem atividades oficiais sem receber salário. Isso o levou a conceber outras formas de agir em defesa do meio ambiente. Assim surgiu a União de Proteção à Natureza. Em 1957 já tinha 280 sócios. Nas crônicas que publicava no Correio do Povo, Roessler divulgava o movimento:
"Filie-se à União Protetora da Natureza, entidade particular, centro de irradiação educativa sobre assuntos rurais, que vem também exercendo rigorosa fiscalização, por intermédio de alguns de seus sócios mais entusiasmados, remanescentes da extinta guarda gratuita do Serviço Florestal, que usam das atribuições conferidas a qualquer pessoa do povo, pelo artigo 69 do Código Florestal, opondo-se à prática de atos que importam infrações florestais e levando-os ao conhecimento da autoridade competente, por intermédio da Diretoria, para processamento".
Àqueles que não podiam colaborar, pedia ao menos que rezassem a Deus implorando que mudasse "a mentalidade predadora do nosso povo, salvando-o do inferno certo que cobrirá esta terra". Ao longo da atividade da União o programa de panfletagem continuou. Seu conteúdo em geral se apoiava na legislação da época, que já estipulava diversas regras de caráter ambiental, e demonstrava um amplo entendimento das relações íntimas que todos os seres vivos mantêm entre si, que asseguram o equilíbrio ecológico, daí a necessidade de sua preservação e de uma exploração racional, inteligente e prudente dos recursos naturais, uma vez que é deste equilíbrio que a sociedade obtém os benefícios dos serviços ambientais. Buscava alcançar também o público jovem, os pais e professores, percebendo a importância da introdução de hábitos conservacionistas desde tenra idade. Neste sentido, deu grande espaço para a proteção às aves, dedicando-lhe o maior número de folhetos. Diz Elenita Malta Pereira:
"Roessler tentava despertar compaixão pelos animaizinhos, através de seus desenhos. As cenas cruéis, como do passarinho enforcado, pareciam ter a finalidade de chocar os 'pequenos'. A cultura da caça aos passarinhos estava tão enraizada, principalmente na colônia italiana, que o desenhista tinha que apelar para o lado sentimental da geração futura descendente dos imigrantes. [...] Ele tentava abarcar o máximo de pessoas possível, de preferência, as que podiam influenciar na educação dos infantes".
A União Protetora da Natureza atuou intensamento do vale dos Sinos, lançando ideias que mais tarde seriam concretizadas e exercendo pressão junto aos órgãos públicos. Uma de suas maiores conquistas foi a preservação do Horto Florestal de São Leopoldo, ameaçado de venda para loteamento e uso industrial, que foi incorporado ao Parque Zoológico do Rio Grande do Sul. Como disse Fabiano Rückert em sua Dissertação de Mestrado, "mobilizando-se em defesa da natureza, [...] preparava a construção de uma nova dimensão do ambientalismo expondo as suas críticas e desconfianças em relação ao governo e investindo cada vez mais no envolvimento da sociedade civil". Outros textos são ilustrativos da garra com que defendia suas propostas:
"Sem pausa lutaremos contra a ignorância e a indiferença e até contra a hostilidade de certos destruidores profissionais, que se vêem tolhidos na sua liberdade e contra alguns representantes ciumentos do Poder Público. Proteção às árvores e proteção aos animais são exigências culturais que atingem todas as pessoas sérias com importância vital no seu senso de responsabilidade para com a posteridade. Nossos tutelados, os animais e as árvores, não podem reclamar, declarar greve, fazer comícios e protestos, votar contra ou criar dificuldades ao Governo porque são indefesos, sempre expostos à brutalidade e ganância dos homens, nós que teremos que defendê-los, com todo vigor combativo, para evitar a transformação da nossa terra num deserto".
"A União Protetora da Natureza estará sempre vigilante para denunciar e combater essas desmoralizantes tentativas, continuamente repetidas, de abocanhar os bens de interesse público em benefício de poucos elementos inescrupulosos".
A União Protetora da Natureza dissolveu-se após a morte de Roessler em 1963, que havia sido seu único presidente e sua alma. Nos anos 1970 um grupo de ambientalistas tentou reativá-la, mas devido à dificuldade de reunir os antigos conselheiros para darem autorização, isso não foi possível. Desta forma, o grupo se articulou em torno de uma entidade já estabelecida, a Associação Gaúcha de Proteção ao Ambiente Natural (AGAPAN), fundando o seu núcleo leopoldense.